# Transiranische Eisenbahn
| Seit 2021 ist die Transiranische Eisenbahn Welterbe der UNESCO |                      |                                           |                                           |
| Transiranische Eisenbahn 1938 |                      |                                           |                                           |
| Streckenlänge: | 1404 km              |                                           |                                           |
| Spurweite: | 1435 mm (Normalspur) |                                           |                                           |
| |                      |                                           |                                           |
| \| \| \| Bahnstrecke Schangaösen–Bandar-e Torkaman \| \| \| \| \| Turkmenistan / Iran \| \| \| \| \| Aschk Tappeh \| \| \| \| \| Incheh Boroon \| \| \| \| \| Jampi \| \| \| \| 496,8 \| Gorgan \| Gorgan \| \| \| \| \| \| \| \| 477,0 \| Sabs Dascht (Qara Tapeh) \| Sabs Dascht (Qara Tapeh) \| \| \| 8,3 \| Hafen Bandar-e Torkaman \| Hafen Bandar-e Torkaman \| \| \| \| \| \| \| \| 0,0461,0 \| Bandar-e Torkaman \| Bandar-e Torkaman \| \| \| 448,0 \| Kord \| Kord \| \| \| 440,8 \| Bandar-e Gas \| Bandar-e Gas \| \| \| 429,0 \| Galugach \| Galugach \| \| \| 421,0 \| Tirtasch \| Tirtasch \| \| \| 416,0 \| Lemrask \| Lemrask \| \| \| 410,0 \| Rekawand \| Rekawand \| \| \| 403,3 \| Behschahr \| Behschahr \| \| \| 22,0 \| Bandar Amir Abad \| Bandar Amir Abad \| \| \| \| \| \| \| \| 0,0392,0 \| Rostamkola \| Rostamkola \| \| \| 380,2 \| Neka \| Neka \| \| \| 371,0 \| Schahid Nowbacht \| Schahid Nowbacht \| \| \| 354,2 \| Sari \| Sari \| \| \| 338,0 \| Gunibafi \| Gunibafi \| \| \| 333,8 \| Qa’emschar \| Qa’emschar \| \| \| 324,3 \| Shirgah \| Shirgah \| \| \| 297,1 \| Sirab \| Sirab \| \| \| 286,3 \| Pol-e Sefid \| Pol-e Sefid \| \| \| 270,0 \| Sawad Kuh \| Sawad Kuh \| \| \| 259,5 \| Sorch ab \| Sorch ab \| \| \| 246,2 \| Wersek \| Wersek \| \| \| \| 3 Kehrschleifen \| \| \| \| 235,9 \| Dogal \| Dogal \| \| \| \| Kehrschleife \| \| \| \| \| Doppelkehre („8“) \| \| \| \| \| Scheiteltunnel 2750 m \| \| \| \| 218,0 \| Gaduk \| Gaduk \| \| \| 208,0 \| Kalarchan \| Kalarchan \| \| \| 202,9 \| Firuskuh \| Firuskuh \| \| \| 189,0 \| Mahabad \| Mahabad \| \| \| 183,0 \| Dardeh \| Dardeh \| \| \| 174,2 \| Sarin Dascht \| Sarin Dascht \| \| \| 161,8 \| Simin Dascht \| Simin Dascht \| \| \| 146,7 \| Kabutar Darreh \| Kabutar Darreh \| \| \| 129,0 \| Bun-i-kuh \| Bun-i-kuh \| \| \| \| Bahnstrecke Garmsar–Maschhad \| \| \| \| 114,3 \| Garmsar \| Garmsar \| \| \| 88,5 \| Kawir \| Kawir \| \| \| 64,6 \| Abardesch \| Abardesch \| \| \| 53,1 \| Pischwach \| Pischwach \| \| \| 43,6 \| Waramin \| Waramin \| \| \| 26,0 \| Bahram \| Bahram \| \| \| \| Südumfahrung Teheran \| \| \| \| 9,7 \| Rey \| Rey \| \| \| \| Bahnstrecke Teheran–Isfahan \| \| \| \| 0,0 \| Teheran \| Teheran \| \| \| \| Bahnstrecke Teheran–Täbris \| \| \| \| 9,7 \| Tappeh Sefid \| Tappeh Sefid \| \| \| \| Südumfahrung Teheran \| \| \| \| 20,8 \| Eslamschahr \| Eslamschahr \| \| \| \| Robat Karim \| \| \| \| \| Bahnstrecke Robat Karim-Sanandadsch \| \| \| \| 35,4 \| Schahrejar \| Schahrejar \| \| \| 45,1 \| Sangui \| Sangui \| \| \| 59,5 \| Rud-i-Schur \| Rud-i-Schur \| \| \| 72,4 \| Pik \| Pik \| \| \| 80,5 \| Parandak \| Parandak \| \| \| 93,0 \| Faradschabad \| Faradschabad \| \| \| 99,8 \| Nahid \| Nahid \| \| \| 115,9 \| Kuhpeng \| Kuhpeng \| \| \| \| Bahnstrecke Andschilawand–Hamadan \| \| \| \| 133,6 \| Andschilawand \| Andschilawand \| \| \| 146,4 \| Nandedsch \| Nandedsch \| \| \| 158,0 \| Faisabad \| Faisabad \| \| \| 165,8 \| Peli \| Peli \| \| \| \| Ringbahn Qom \| \| \| \| \| Ringbahn Qom \| \| \| \| 180,2 \| Qom \| Qom \| \| \| \| Ringbahn Qom \| \| \| \| \| zur Schnellfahrstrecke Teheran–Isfahan \| \| \| \| \| und nach Bafq \| \| \| \| 199,5 \| Saqeh \| Saqeh \| \| \| 218,9 \| Baqjek \| Baqjek \| \| \| 229,0 \| Garangan \| Garangan \| \| \| 233,3 \| Savarjan \| Savarjan \| \| \| 239,5 \| Banabar \| Banabar \| \| \| 247,8 \| Rahgerd \| Rahgerd \| \| \| 246,1 \| Nangerd \| Nangerd \| \| \| 284,8 \| Muschkabad \| Muschkabad \| \| \| 304,2 \| Malakabad \| Malakabad \| \| \| 308,8 \| Ahmadabad \| Ahmadabad \| \| \| 322,0 \| Tschaqa \| Tschaqa \| \| \| 318,6 \| Arak \| Arak \| \| \| \| Bahnstrecke Arak–Kermanschah[Anm. 2] \| \| \| \| 325,0 \| Senedschan \| Senedschan \| \| \| 337,6 \| Samengan \| Samengan \| \| \| 349,0 \| Tschamlabad \| Tschamlabad \| \| \| 354,0 \| Schasand \| Schasand \| \| \| 360,0 \| Tork \| Tork \| \| \| 371,7 \| Nurabad \| Nurabad \| \| \| 380,0 \| Lagubeh \| Lagubeh \| \| \| 387,8 \| Somajjeh \| Somajjeh \| \| \| 400,7 \| Mamun \| Mamun \| \| \| 418,4 \| Asna \| Asna \| \| \| 439,3 \| Darband \| Darband \| \| \| 453,8 \| Rudak \| Rudak \| \| \| 466,7 \| Dow’rud \| Dow’rud \| \| \| 476,3 \| Qarun \| Qarun \| \| \| 494,0 \| Bischeh \| Bischeh \| \| \| 508,5 \| Sepit Dascht \| Sepit Dascht \| \| \| 520,0 \| Tschamschekar \| Tschamschekar \| \| \| 526,2 \| Tschamsangar \| Tschamsangar \| \| \| 540,7 \| Keschwar \| Keschwar \| \| \| 555,2 \| Tange-i-Haft-7 \| Tange-i-Haft-7 \| \| \| 570,17 \| Tange-e-Pandsch-5 \| Tange-e-Pandsch-5 \| \| \| 589,0 \| Taleh Sang \| Taleh Sang \| \| \| 596,0 \| shahbazan \| shahbazan \| \| \| 601,9 \| S-chahbasan \| S-chahbasan \| \| \| 611,0 \| Kapi \| Kapi \| \| \| 618,0 \| Masu-mazo \| Masu-mazo \| \| \| 637,3 \| Balarud \| Balarud \| \| \| 650,0 \| Golmahak \| Golmahak \| \| \| 663,0 \| Dokuheh \| Dokuheh \| \| \| 675,9 \| Andimeschk \| Andimeschk \| \| \| 692,0 \| Sabs-ab \| Sabs-ab \| \| \| 706,5 \| Schusch \| Schusch \| \| \| 721,0 \| Haft Tappeh \| Haft Tappeh \| \| \| \| nach Schuschtar \| \| \| \| 737,0 \| Mijan-ab \| Mijan-ab \| \| \| 751,5 \| Ahudascht \| Ahudascht \| \| \| 775,7 \| Bamdetsch \| Bamdetsch \| \| \| 783,7 \| Chawar \| Chawar \| \| \| 798,2 \| Nesamien \| Nesamien \| \| \| 8140,0 \| \| \| \| \| 815,9 \| Ahwaz \| Ahwaz \| \| \| \| Schenawar \| \| \| \| \| Rud-e Karun \| \| \| \| 19,3 \| Ab-i-Tumair \| Ab-i-Tumair \| \| \| 40,2 \| Hamid \| Hamid \| \| \| 50,1 \| Tarasi \| Tarasi \| \| \| 61,2 \| Ahu \| Ahu \| \| \| 80,5 \| Hoseinieh \| Hoseinieh \| \| \| \| ehemals in den Irak \| \| \| \| 101,4 \| Gamdascht \| Gamdascht \| \| \| 121,1 \| Chorramschahr \| Chorramschahr \| \| \| \| nach Basra \| \| \| \| 820,7 \| Karun \| Karun \| \| \| 825,0 \| Qods \| Qods \| \| \| 832,0 \| Mijan Dascht \| Mijan Dascht \| \| \| 851,0 \| Chosrawi \| Chosrawi \| \| \| 863,0 \| Hanatije \| Hanatije \| \| \| 867,8 \| Mansuri \| Mansuri \| \| \| 887,5 \| Gorgor \| Gorgor \| \| \| 898,6 \| Marqsar \| Marqsar \| \| \| 914,50,0 \| Sar Bandar \| Sar Bandar \| \| \| \| \| \| \| \| \| Persischer Golf \| \| \| \| 919,0 \| Eskelen \| Eskelen \| \| \| \| Persischer Golf \| \| \| \| \| Persischer Golf \| \| \| \| \| Persischer Golf \| \| \| \| 927,0 \| Bandar-e Imam Chomeini \| Bandar-e Imam Chomeini \| \| \| 6,5 \| Bandar-e Maschur \| Bandar-e Maschur \| \| \| \| \| \| \| \| 7,0 \| Bandar-e Mahschahr \| Bandar-e Mahschahr \| \| \| 34,50,0 \| Owdeh \| Owdeh \| \| \| \| \| \| \| \| 25,0 \| Sowejreh \| Sowejreh \| \| \| 51,0 \| Omidijeh \| Omidijeh \| |                      |                                           |                                           |
| Strecke |                      | Bahnstrecke Schangaösen–Bandar-e Torkaman | Bahnstrecke Schangaösen–Bandar-e Torkaman |
| Grenze |                      | Turkmenistan / Iran                       | Turkmenistan / Iran                       |
| Dienststation / Betriebs- oder Güterbahnhof |                      | Aschk Tappeh                              | Aschk Tappeh                              |
| Dienststation / Betriebs- oder Güterbahnhof |                      | Incheh Boroon                             | Incheh Boroon                             |
| Dienststation / Betriebs- oder Güterbahnhof |                      | Jampi                                     | Jampi                                     |
| Strecke · Kopfbahnhof Streckenanfang | 496,8                | Gorgan                                    | Gorgan                                    |
| Abzweig geradeaus und von links · Strecke nach rechts |                      |                                           |                                           |
| Bahnhof | 477,0                | Sabs Dascht (Qara Tapeh)                  | Sabs Dascht (Qara Tapeh)                  |
| Betriebs-/Güterbahnhof Streckenanfang · Strecke | 8,3                  | Hafen Bandar-e Torkaman                   | Hafen Bandar-e Torkaman                   |
| Strecke nach links · Abzweig geradeaus und von rechts |                      |                                           |                                           |
| Bahnhof | 0,0461,0             | Bandar-e Torkaman                         | Bandar-e Torkaman                         |
| ehemaliger Bahnhof | 448,0                | Kord                                      | Kord                                      |
| Bahnhof | 440,8                | Bandar-e Gas                              | Bandar-e Gas                              |
| Bahnhof | 429,0                | Galugach                                  | Galugach                                  |
| Bahnhof | 421,0                | Tirtasch                                  | Tirtasch                                  |
| ehemaliger Bahnhof | 416,0                | Lemrask                                   | Lemrask                                   |
| ehemaliger Bahnhof | 410,0                | Rekawand                                  | Rekawand                                  |
| Bahnhof | 403,3                | Behschahr                                 | Behschahr                                 |
| Kopfbahnhof Streckenanfang · Strecke | 22,0                 | Bandar Amir Abad                          | Bandar Amir Abad                          |
| Strecke nach links · Abzweig geradeaus und von rechts |                      |                                           |                                           |
| Bahnhof | 0,0392,0             | Rostamkola                                | Rostamkola                                |
| Bahnhof | 380,2                | Neka                                      | Neka                                      |
| Bahnhof | 371,0                | Schahid Nowbacht                          | Schahid Nowbacht                          |
| Bahnhof | 354,2                | Sari                                      | Sari                                      |
| Bahnhof | 338,0                | Gunibafi                                  | Gunibafi                                  |
| Bahnhof | 333,8                | Qa’emschar                                | Qa’emschar                                |
| Bahnhof | 324,3                | Shirgah                                   | Shirgah                                   |
| Bahnhof | 297,1                | Sirab                                     | Sirab                                     |
| Bahnhof | 286,3                | Pol-e Sefid                               | Pol-e Sefid                               |
| Bahnhof | 270,0                | Sawad Kuh                                 | Sawad Kuh                                 |
| Bahnhof | 259,5                | Sorch ab                                  | Sorch ab                                  |
| Bahnhof | 246,2                | Wersek                                    | Wersek                                    |
| Strecke |                      | 3 Kehrschleifen                           | 3 Kehrschleifen                           |
| Bahnhof | 235,9                | Dogal                                     | Dogal                                     |
| Strecke |                      | Kehrschleife                              | Kehrschleife                              |
| Strecke |                      | Doppelkehre („8“)                         | Doppelkehre („8“)                         |
| Tunnel |                      | Scheiteltunnel 2750 m                     | Scheiteltunnel 2750 m                     |
| Bahnhof | 218,0                | Gaduk                                     | Gaduk                                     |
| Bahnhof | 208,0                | Kalarchan                                 | Kalarchan                                 |
| Bahnhof | 202,9                | Firuskuh                                  | Firuskuh                                  |
| Bahnhof | 189,0                | Mahabad                                   | Mahabad                                   |
| ehemaliger Bahnhof | 183,0                | Dardeh                                    | Dardeh                                    |
| Bahnhof | 174,2                | Sarin Dascht                              | Sarin Dascht                              |
| Bahnhof | 161,8                | Simin Dascht                              | Simin Dascht                              |
| Bahnhof | 146,7                | Kabutar Darreh                            | Kabutar Darreh                            |
| Bahnhof | 129,0                | Bun-i-kuh                                 | Bun-i-kuh                                 |
| Abzweig geradeaus und von links |                      | Bahnstrecke Garmsar–Maschhad              | Bahnstrecke Garmsar–Maschhad              |
| Bahnhof | 114,3                | Garmsar                                   | Garmsar                                   |
| Bahnhof | 88,5                 | Kawir                                     | Kawir                                     |
| Bahnhof | 64,6                 | Abardesch                                 | Abardesch                                 |
| Bahnhof | 53,1                 | Pischwach                                 | Pischwach                                 |
| Bahnhof | 43,6                 | Waramin                                   | Waramin                                   |
| Bahnhof | 26,0                 | Bahram                                    | Bahram                                    |
| Abzweig geradeaus und nach links |                      | Südumfahrung Teheran                      | Südumfahrung Teheran                      |
| Bahnhof | 9,7                  | Rey                                       | Rey                                       |
| Abzweig geradeaus und von links |                      | Bahnstrecke Teheran–Isfahan               | Bahnstrecke Teheran–Isfahan               |
| Bahnhof | 0,0                  | Teheran                                   | Teheran                                   |
| Abzweig geradeaus und nach rechts |                      | Bahnstrecke Teheran–Täbris                | Bahnstrecke Teheran–Täbris                |
| Bahnhof | 9,7                  | Tappeh Sefid                              | Tappeh Sefid                              |
| Kreuzung geradeaus oben |                      | Südumfahrung Teheran                      | Südumfahrung Teheran                      |
| Bahnhof | 20,8                 | Eslamschahr                               | Eslamschahr                               |
| Bahnhof |                      | Robat Karim                               | Robat Karim                               |
| Abzweig geradeaus und nach rechts |                      | Bahnstrecke Robat Karim-Sanandadsch       | Bahnstrecke Robat Karim-Sanandadsch       |
| Bahnhof | 35,4                 | Schahrejar                                | Schahrejar                                |
| Bahnhof | 45,1                 | Sangui                                    | Sangui                                    |
| Bahnhof | 59,5                 | Rud-i-Schur                               | Rud-i-Schur                               |
| Bahnhof | 72,4                 | Pik                                       | Pik                                       |
| Bahnhof | 80,5                 | Parandak                                  | Parandak                                  |
| ehemaliger Bahnhof | 93,0                 | Faradschabad                              | Faradschabad                              |
| Bahnhof | 99,8                 | Nahid                                     | Nahid                                     |
| Bahnhof | 115,9                | Kuhpeng                                   | Kuhpeng                                   |
| Abzweig geradeaus, nach rechts und von rechts |                      | Bahnstrecke Andschilawand–Hamadan         | Bahnstrecke Andschilawand–Hamadan         |
| Bahnhof | 133,6                | Andschilawand                             | Andschilawand                             |
| Bahnhof | 146,4                | Nandedsch                                 | Nandedsch                                 |
| Bahnhof | 158,0                | Faisabad                                  | Faisabad                                  |
| Bahnhof | 165,8                | Peli                                      | Peli                                      |
| Abzweig geradeaus und von links |                      | Ringbahn Qom                              | Ringbahn Qom                              |
| Abzweig geradeaus und nach rechts |                      | Ringbahn Qom                              | Ringbahn Qom                              |
| Bahnhof | 180,2                | Qom                                       | Qom                                       |
| Abzweig geradeaus und von rechts |                      | Ringbahn Qom                              | Ringbahn Qom                              |
| Abzweig geradeaus und von links |                      | zur Schnellfahrstrecke Teheran–Isfahan    | zur Schnellfahrstrecke Teheran–Isfahan    |
| Strecke |                      | und nach Bafq                             | und nach Bafq                             |
| Bahnhof | 199,5                | Saqeh                                     | Saqeh                                     |
| Bahnhof | 218,9                | Baqjek                                    | Baqjek                                    |
| ehemaliger Bahnhof | 229,0                | Garangan                                  | Garangan                                  |
| Bahnhof | 233,3                | Savarjan                                  | Savarjan                                  |
| ehemaliger Bahnhof | 239,5                | Banabar                                   | Banabar                                   |
| Bahnhof | 247,8                | Rahgerd                                   | Rahgerd                                   |
| Bahnhof | 246,1                | Nangerd                                   | Nangerd                                   |
| Bahnhof | 284,8                | Muschkabad                                | Muschkabad                                |
| Bahnhof | 304,2                | Malakabad                                 | Malakabad                                 |
| ehemaliger Bahnhof | 308,8                | Ahmadabad                                 | Ahmadabad                                 |
| ehemaliger Bahnhof | 322,0                | Tschaqa                                   | Tschaqa                                   |
| Bahnhof | 318,6                | Arak                                      | Arak                                      |
| Abzweig geradeaus und nach rechts |                      | Bahnstrecke Arak–Kermanschah              | Bahnstrecke Arak–Kermanschah              |
| Bahnhof | 325,0                | Senedschan                                | Senedschan                                |
| Bahnhof | 337,6                | Samengan                                  | Samengan                                  |
| ehemaliger Bahnhof | 349,0                | Tschamlabad                               | Tschamlabad                               |
| Bahnhof | 354,0                | Schasand                                  | Schasand                                  |
| Bahnhof | 360,0                | Tork                                      | Tork                                      |
| Bahnhof | 371,7                | Nurabad                                   | Nurabad                                   |
| Bahnhof | 380,0                | Lagubeh                                   | Lagubeh                                   |
| Bahnhof | 387,8                | Somajjeh                                  | Somajjeh                                  |
| Bahnhof | 400,7                | Mamun                                     | Mamun                                     |
| Bahnhof | 418,4                | Asna                                      | Asna                                      |
| Bahnhof | 439,3                | Darband                                   | Darband                                   |
| Bahnhof | 453,8                | Rudak                                     | Rudak                                     |
| Bahnhof | 466,7                | Dow’rud                                   | Dow’rud                                   |
| Bahnhof | 476,3                | Qarun                                     | Qarun                                     |
| Bahnhof | 494,0                | Bischeh                                   | Bischeh                                   |
| Bahnhof | 508,5                | Sepit Dascht                              | Sepit Dascht                              |
| Bahnhof | 520,0                | Tschamschekar                             | Tschamschekar                             |
| Bahnhof | 526,2                | Tschamsangar                              | Tschamsangar                              |
| Bahnhof | 540,7                | Keschwar                                  | Keschwar                                  |
| Bahnhof | 555,2                | Tange-i-Haft-7                            | Tange-i-Haft-7                            |
| Bahnhof | 570,17               | Tange-e-Pandsch-5                         | Tange-e-Pandsch-5                         |
| Bahnhof | 589,0                | Taleh Sang                                | Taleh Sang                                |
| ehemaliger Bahnhof | 596,0                | shahbazan                                 | shahbazan                                 |
| Bahnhof | 601,9                | S-chahbasan                               | S-chahbasan                               |
| ehemaliger Bahnhof | 611,0                | Kapi                                      | Kapi                                      |
| Bahnhof | 618,0                | Masu-mazo                                 | Masu-mazo                                 |
| Bahnhof | 637,3                | Balarud                                   | Balarud                                   |
| Bahnhof | 650,0                | Golmahak                                  | Golmahak                                  |
| Bahnhof | 663,0                | Dokuheh                                   | Dokuheh                                   |
| Bahnhof | 675,9                | Andimeschk                                | Andimeschk                                |
| Bahnhof | 692,0                | Sabs-ab                                   | Sabs-ab                                   |
| Bahnhof | 706,5                | Schusch                                   | Schusch                                   |
| Bahnhof | 721,0                | Haft Tappeh                               | Haft Tappeh                               |
| Abzweig geradeaus und nach links |                      | nach Schuschtar                           | nach Schuschtar                           |
| Bahnhof | 737,0                | Mijan-ab                                  | Mijan-ab                                  |
| Bahnhof | 751,5                | Ahudascht                                 | Ahudascht                                 |
| Bahnhof | 775,7                | Bamdetsch                                 | Bamdetsch                                 |
| Bahnhof | 783,7                | Chawar                                    | Chawar                                    |
| Bahnhof | 798,2                | Nesamien                                  | Nesamien                                  |
| Strecke von links · Abzweig quer, nach links und nach rechts · Strecke von rechts | 8140,0               |                                           |                                           |
| Bahnhof · Strecke | 815,9                | Ahwaz                                     | Ahwaz                                     |
| Strecke · Kopfbahnhof Streckenanfang · Strecke |                      | Schenawar                                 | Schenawar                                 |
| Abzweig geradeaus und von links · Strecke nach rechts · Brücke über Wasserlauf |                      | Rud-e Karun                               | Rud-e Karun                               |
| Bahnhof · Strecke von links · Strecke nach rechts | 19,3                 | Ab-i-Tumair                               | Ab-i-Tumair                               |
| Bahnhof · Strecke | 40,2                 | Hamid                                     | Hamid                                     |
| ehemaliger Bahnhof · Strecke | 50,1                 | Tarasi                                    | Tarasi                                    |
| Bahnhof · Strecke | 61,2                 | Ahu                                       | Ahu                                       |
| Bahnhof · Strecke | 80,5                 | Hoseinieh                                 | Hoseinieh                                 |
| Abzweig geradeaus und ehemals nach rechts · Strecke |                      | ehemals in den Irak                       | ehemals in den Irak                       |
| Bahnhof · Strecke | 101,4                | Gamdascht                                 | Gamdascht                                 |
| Bahnhof · Strecke | 121,1                | Chorramschahr                             | Chorramschahr                             |
| Strecke nach rechts · Strecke |                      | nach Basra                                | nach Basra                                |
| Bahnhof | 820,7                | Karun                                     | Karun                                     |
| Bahnhof | 825,0                | Qods                                      | Qods                                      |
| Bahnhof | 832,0                | Mijan Dascht                              | Mijan Dascht                              |
| Bahnhof | 851,0                | Chosrawi                                  | Chosrawi                                  |
| ehemaliger Bahnhof | 863,0                | Hanatije                                  | Hanatije                                  |
| Bahnhof | 867,8                | Mansuri                                   | Mansuri                                   |
| Bahnhof | 887,5                | Gorgor                                    | Gorgor                                    |
| Bahnhof | 898,6                | Marqsar                                   | Marqsar                                   |
| Bahnhof | 914,50,0             | Sar Bandar                                | Sar Bandar                                |
| Strecke von links · Abzweig geradeaus, nach rechts und von rechts |                      |                                           |                                           |
| Brücke über Wasserlauf · Strecke |                      | Persischer Golf                           | Persischer Golf                           |
| Bahnhof · Strecke | 919,0                | Eskelen                                   | Eskelen                                   |
| Brücke über Wasserlauf · Strecke |                      | Persischer Golf                           | Persischer Golf                           |
| Brücke über Wasserlauf · Strecke |                      | Persischer Golf                           | Persischer Golf                           |
| Brücke über Wasserlauf · Strecke |                      | Persischer Golf                           | Persischer Golf                           |
| Kopfbahnhof Streckenende · Strecke | 927,0                | Bandar-e Imam Chomeini                    | Bandar-e Imam Chomeini                    |
| Bahnhof | 6,5                  | Bandar-e Maschur                          | Bandar-e Maschur                          |
| Strecke von links · Abzweig geradeaus, nach rechts und von rechts |                      |                                           |                                           |
| Kopfbahnhof Streckenende · Strecke | 7,0                  | Bandar-e Mahschahr                        | Bandar-e Mahschahr                        |
| Bahnhof | 34,50,0              | Owdeh                                     | Owdeh                                     |
| Strecke von links · Abzweig geradeaus, nach rechts und von rechts |                      |                                           |                                           |
| Kopfbahnhof Streckenende · Strecke | 25,0                 | Sowejreh                                  | Sowejreh                                  |
| Kopfbahnhof Streckenende | 51,0                 | Omidijeh                                  | Omidijeh                                  |

Die Transiranische Eisenbahn wurde zwischen 1927 und 1938 gebaut. Sie verbindet die Hauptstadt Teheran mit dem Persischen Golf im Süden des Landes und dem Kaspischen Meer im Norden. Die Strecke ist die Keimzelle der Iranischen Eisenbahn. Seit 2021 ist sie als Weltkulturerbe anerkannt.

## Politische Blockade des Bahnbaus
Erste Pläne für den Bau einer Eisenbahn im Iran stammen schon aus der Regierungszeit von Nasser-Din Schah. Allerdings befand sich der Iran (damals Persien) im 19. Jahrhundert in einem Interessenkonflikt zwischen dem Russischen Kaiserreich, das von Norden her Zugang zum Persischen Golf suchte, und Großbritannien, das das im Interesse seiner Kolonie Britisch-Indien verhindern wollte. Alle Eisenbahnprojekte dieser Zeit im Iran sind unter diesem Interessenkonflikt zu sehen und bis auf die relativ kurze Bahnstrecke Täbris–Dscholfa daran gescheitert.

## Grundlagen des Baus
Der Bau einer Eisenbahn wurde von Reza Schah Pahlavi als zentrale Investition in die Infrastruktur des Iran im Rahmen eines nationalen Aufbau- und Industrialisierungsprogramms für unabdingbar gehalten. Der Bau der Bahn sollte neben dem Bau von Überlandstraßen das Transportwesen im Iran an die Erfordernisse eines modernen Landes anpassen.
Großbritannien versuchte den Bau der Bahn zu verhindern, weil es eine Eisenbahn von West nach Ost bevorzugte, um eine Verbindung zwischen dem nach dem Ersten Weltkrieg mit England verbündeten Irak und Britisch-Indien zu schaffen. Reza Schah entschied sich für die Nord-Süd-Verbindung, da sie für den Iran wirtschaftlich bedeutsamer war. Die ließ sich deshalb verwirklichen, weil für die Finanzierung des Bauvorhabens keine Darlehen im Ausland aufgenommen werden mussten, sondern der Bahnbau staatlich finanziert werden konnte: Auf Zucker wurde eine Zusatzsteuer von zwei Rial pro drei Kilogramm und von sechs Gheran für drei Kilogramm Tee erhoben. Der Import und Export von Tee und Zucker sowie aller Zuckerprodukte wurde verstaatlicht. Mit diesen Maßnahmen kam es zu einer völligen Neuausrichtung der Entwicklung des Iran: Für Entwicklungsprojekte wurden zwar weiterhin Experten aus dem Ausland beauftragt, Entscheidung und Finanzierung lagen jetzt in den Händen der iranischen Regierung.

## Bau 1925 bis 1938

### Vorarbeiten
Die ersten Vorarbeiten für den Plan, den Persischen Golf mit dem Kaspischen Meer durch eine Eisenbahn zu verbinden, wurden ab 1924 von der US-amerikanischen Firma Henry Ulen & Company geleistet. Planung und Bau der Bahnstrecke stellten die Eisenbahningenieure vor besondere Herausforderungen, da neben Wüstengebieten extreme Steigungen zu überwinden waren. Im Süden begann die Bahn auf Meereshöhe und erreichte an ihrem höchsten Punkt in Arak 2.200 Meter über dem Meeresspiegel. Insgesamt mussten 230 Tunnel und 4.100 Brücken und Durchlässe gebaut werden.

### Erste Bauphase

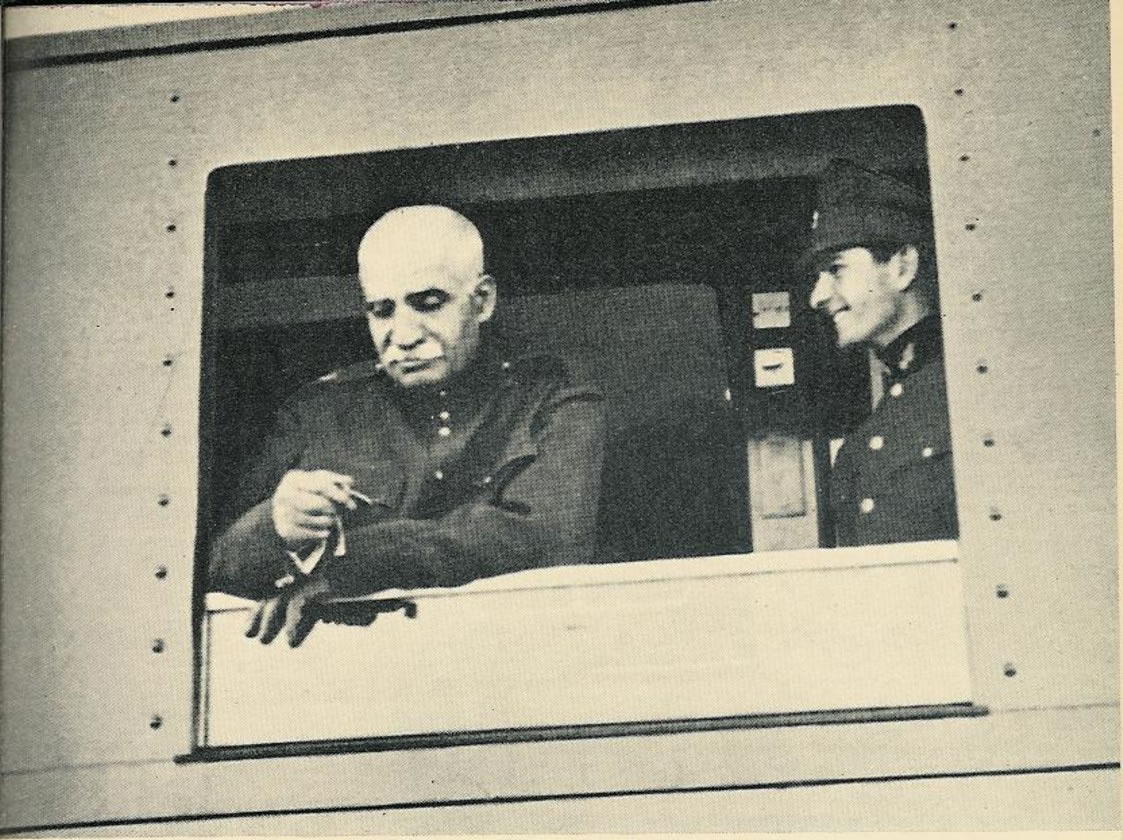
Reza Schah Pahlavi und der damalige Kronprinz und spätere Schah Mohammad Reza Pahlavi am Fenster eines Salonwagens

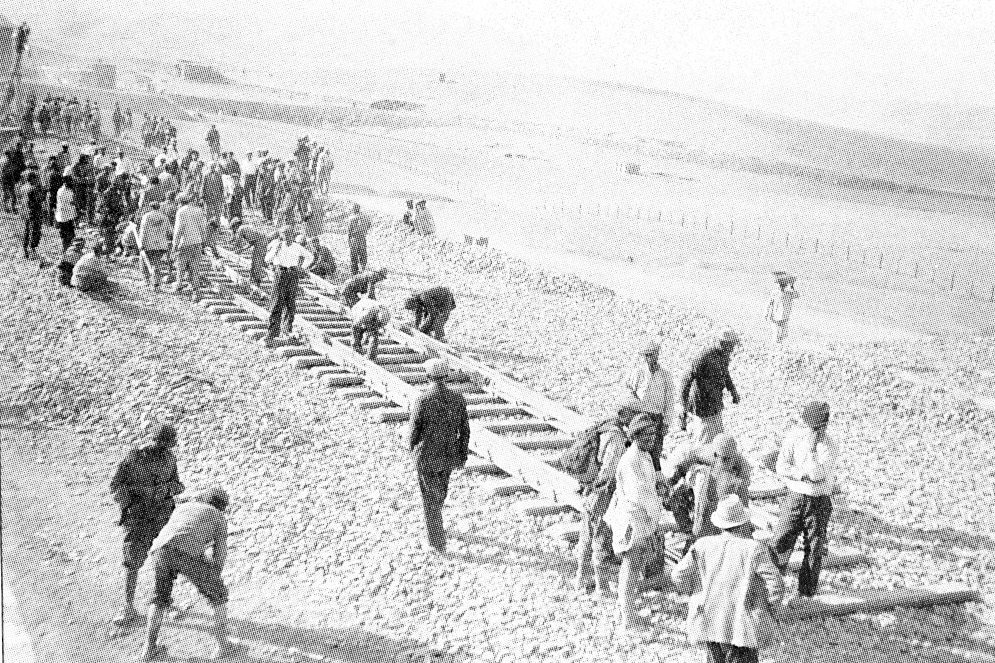
Bau der Transiranischen Eisenbahn

Im April 1928 vergab der Iran einen Auftrag zu einer ersten Bauphase an ein amerikanisch-deutsches Syndicat pour Chemins de Fer en Perse. Dieses bestand von amerikanischer Seite aus der Firma Henry Ulen & Company sowie von deutscher aus dem Konsortium für Bauausführungen in Persien. In dem Konsortium für Bauausführungen in Persien hatten sich Julius Berger Konsortium, Berlin, Philipp Holzmann AG, Frankfurt am Main, sowie Siemens-Bauunion GmbH, Berlin, zusammengeschlossen.
Die südliche Teilstrecke, damals als South Persian State Railway (SPSR) bezeichnet, wurde von den Amerikanern gebaut. Das deutsche Konsortium baute die 128 km lange Strecke von Bandar-e Schah (heute: Bandar-e Torkaman) am Kaspischen Meer bis Schahi, dem heutigen Qaem-Schahr, damals North Persian State Railway (NPSR). Nachrichtentechnik und Fahrzeuge wurden aus Deutschland importiert, Zement und Gleise aus der Sowjetunion. 1931 konnte dieser Abschnitt betriebsfertig übergeben werden. Aus der Abrechnung dieser beiden Teilstrecken sollten die Kosten für die gesamte Trasse zuverlässig ermittelt werden.
Bereits Ende 1929 war der Bau dieser ersten Abschnitte so weit fortgeschritten, dass Reza Schah Pahlavi sie persönlich befahren wollte. Im Oktober 1929 befuhr er die nördliche Strecke zwischen Bandar-e Gas und Sari, was erfolgreich verlief. Daraufhin wollte er die südliche Teilstrecke bereisen. So befuhr er im Dezember 1929 den Abschnitt von Dezful nach Bandar Shahpur. Die Rückfahrt wurde für den 10. Januar 1930 angesetzt und endete in einem Desaster: Nach schweren Regenfällen entgleiste der Salonwagen des Schahs, weil das neue Gleisbett aufgeweicht war. Der wieder aufgegleiste Salonwagen wurde dem Hofzug von einer zweiten Lokomotive nachgefahren und entgleiste, als er fast sein Ziel erreicht hatte. Die Fahrt endete in strömendem Regen – die Straßen waren inzwischen nicht mehr passierbar – in Ahwaz, wo der Schah bis zum 25. Januar 1930 festsaß. Die persische Regierung stellte daraufhin ihre Zahlungen an Henry Ulen & Company weitgehend ein. Eine ultimative Zahlungsaufforderung von deren Seite zeigte keine Wirkung, vielmehr beschlagnahmte die persische Regierung die etwa zu 90 % fertiggestellte Bahn am 15. Mai 1930. Die Amerikaner schieden damit aus dem Projekt aus. Das deutsch-amerikanische Syndicat pour Chemins de Fer en Perse wurde auf einer Konferenz in Bad Kissingen in der Folge aufgelöst.
Das deutsche Konsortium erhielt in der Folge den weiteren Auftrag – ausgehend von der bereits fertiggestellten Nordstrecke – die weitere Trassenführung zu planen. Dazu wurden 590 km der Strecke mit Luftbildern vermessen und 310 km vom Boden aus.

### Fertigstellung

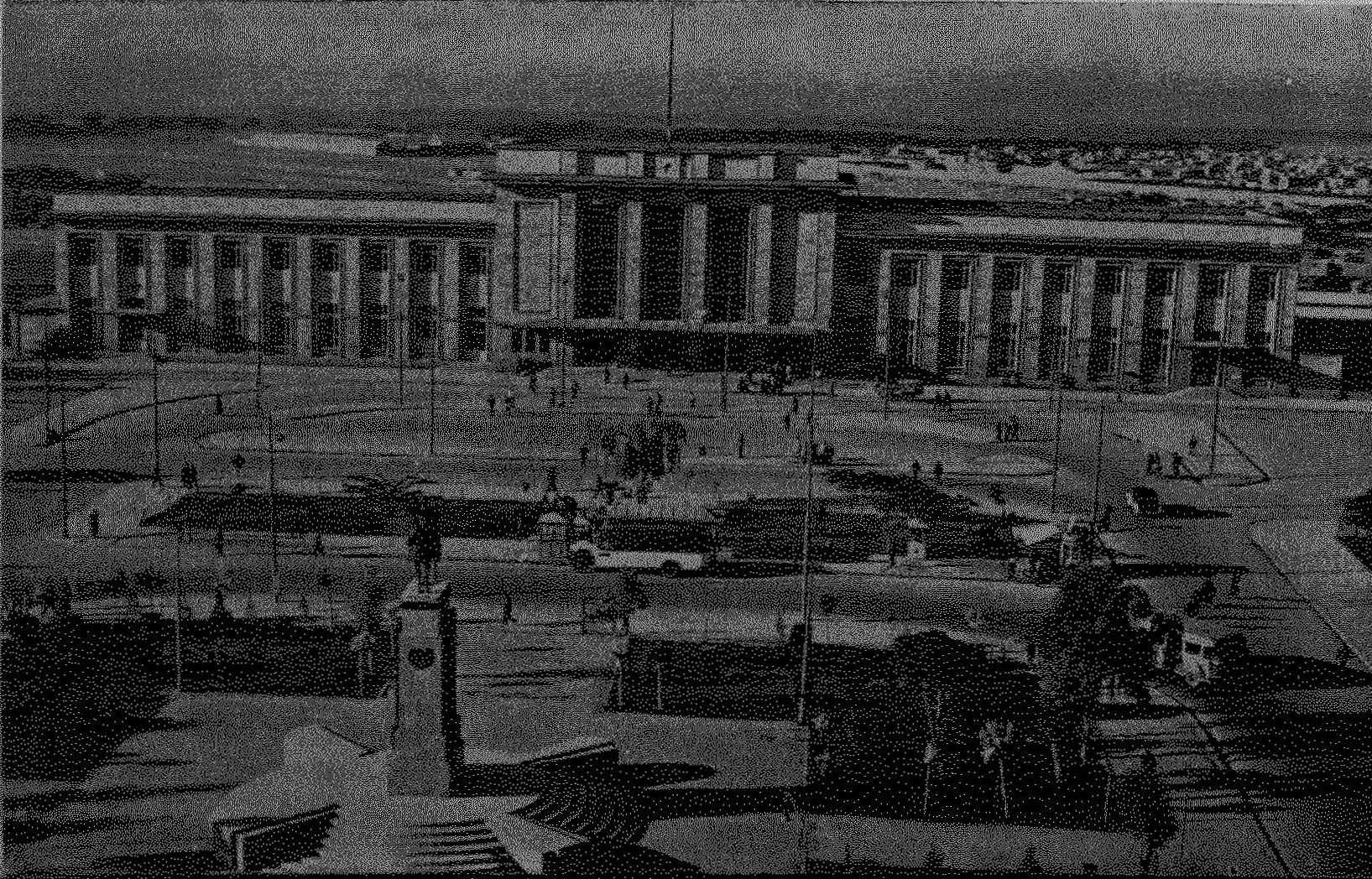
Hauptbahnhof Teheran

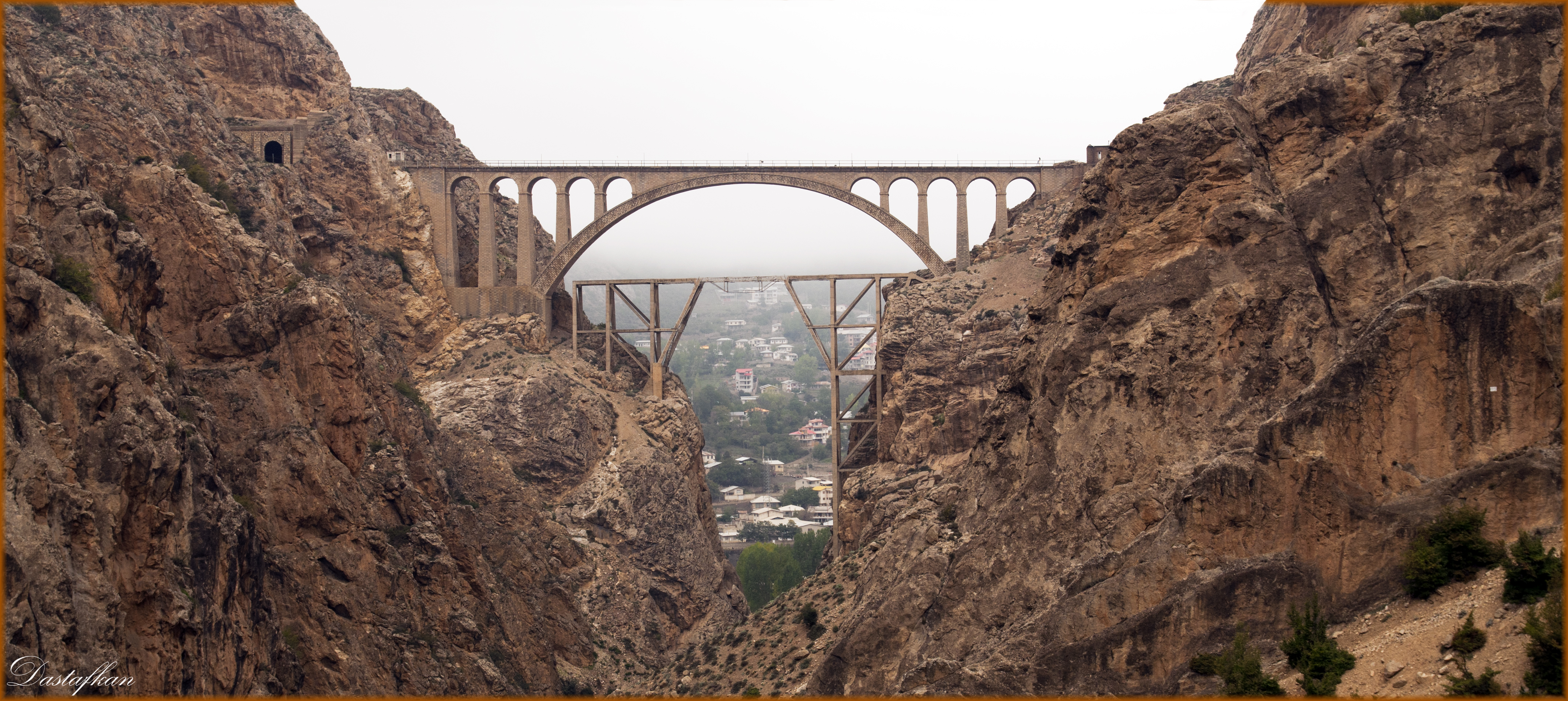
Veresk-Brücke: 110 m Höhe und 66 m Spannweite

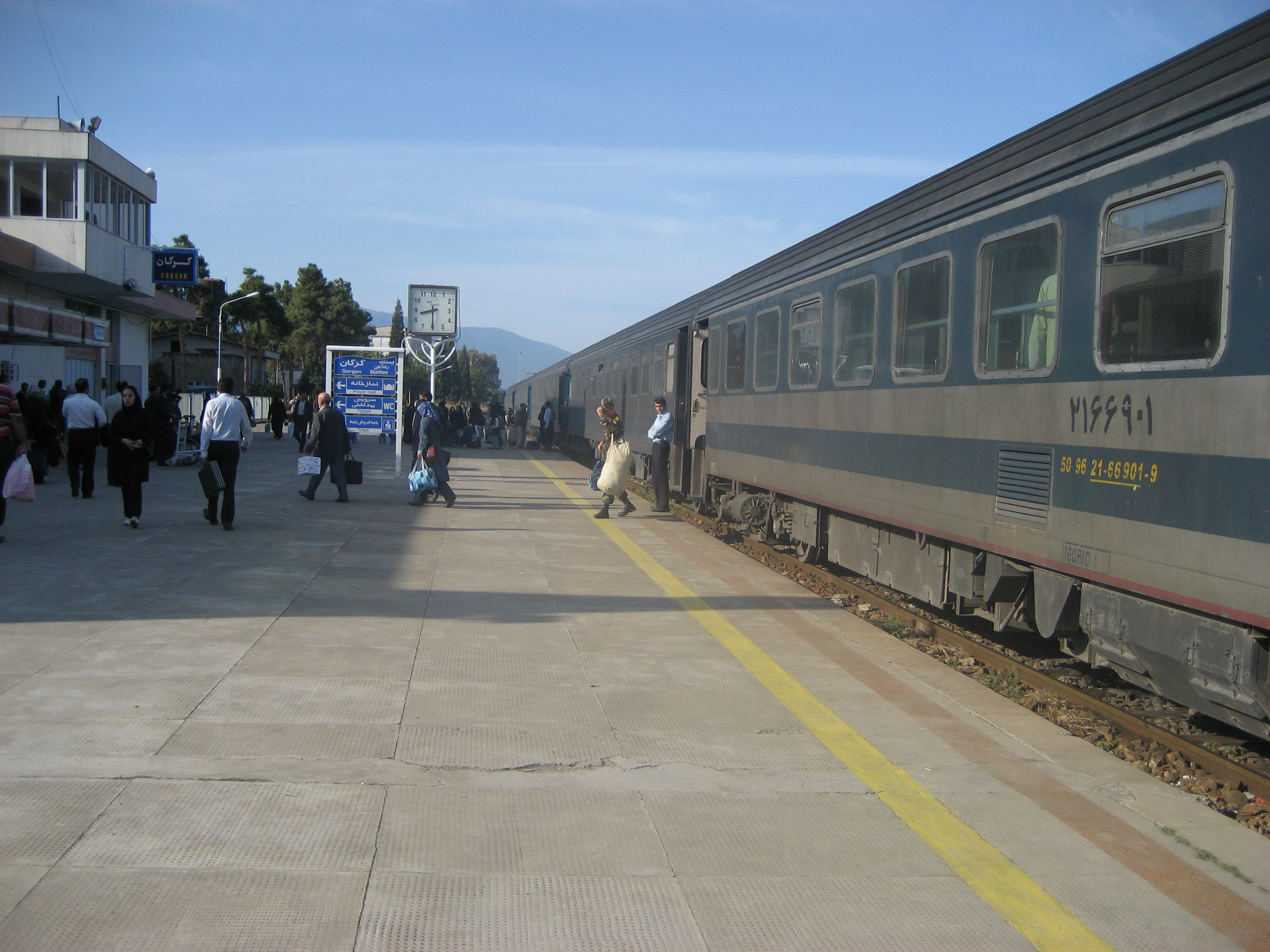
Bahnhof Gorgan

Der deutscherseits nun erhoffte Zuschlag für den Weiterbau blieb aus. Die iranische Regierung wollte dieses nationale Prestigeprojekt eigenständig mit direkt von ihr angestellten ausländischen Ingenieuren fortführen. Es zeigte sich, dass diese Art der Projektorganisation die Fertigstellung der verbleibenden 1.000 km sehr verzögert hätte. Aus diesem Grund wurde die weitere Planungsarbeit 1933 an ein dänisch-schwedisches Konsortium unter Führung der Firma Kampsax vergeben. Der Vertrag mit Kampsax legte fest, dass der Bau der verbleibenden Strecke der Transiranischen Eisenbahn in sechs Jahren fertiggestellt werden musste. Kampsax wurde auf Anweisung von Reza Schah ausgewählt, nachdem er Berichte über den Bau einer 1.000 km langen Eisenbahnlinie durch Kampsax in bergigem Gelände in der Türkei gelesen und sich von den Fähigkeiten der Ingenieure überzeugt hatte. Die Projektleitung übernahm der Mitbegründer von Kampsax, der dänische Ingenieur Jørgen Saxild. Kampsax führte die Projektplanung, die Vermessungsarbeiten, die Planung der Streckenführung und die Bauüberwachung durch. Der Bau einzelner Streckenabschnitte sowie der Bau der Signalanlagen und Bahnhöfe wurde an eine Reihe europäischer Baufirmen vergeben, die als Subunternehmer für Kampsax tätig waren. Im Streckenabschnitt nördlich von Teheran waren überwiegend italienische Firmen beschäftigt, die die entsprechende Erfahrung im Tunnelbau besaßen. Die durch gebirgiges Gelände führende Strecke erforderte 251 große und 4.000 kleinere Brücken sowie 245 Tunnel mit einer Gesamtlänge von 80 km. Neben den ausländischen Ingenieuren und Facharbeitern waren 55.000 Iraner am Bau der Eisenbahn beteiligt. Der einzige größere Auftrag, der nun noch an ein deutsches Unternehmen ging, war der Bau der Hochbauten des Bahnhofs Teheran. Kampsax stellte die Strecke nach fünf Jahren und vier Monaten und damit früher als vertraglich vereinbart fertig, so dass die Einweihung bereits am 26. August 1938 gefeiert werden konnte.
Die Bahn verband die Städte Bandar-e Schahpur (heute: Bandar-e Imam Chomeini) am Persischen Golf mit Bandar-e Schah (heute: Bandar-e Torkaman) im Norden via Ahwaz, Ghom und Teheran. Sie wurde im Iran als bedeutender Erfolg der Aufbaupolitik von Reza Schah gewertet, da sie den Beweis erbrachte, dass ein solch gigantisches Infrastrukturprojekt mit eigenen finanziellen Mitteln möglich war. Insofern hatte die Bahn zunächst eher politische denn wirtschaftliche Auswirkungen.

## Betrieb
Zum Betrieb der Eisenbahn wurden 65 Dampflokomotiven aus Deutschland erworben. 24 davon der Baureihe 41.11 stellte die Friedrich Krupp AG her, 16 der Baureihe 41.35 Henschel & Sohn und neun der Baureihe 41.51 die Maschinenfabrik Esslingen. Die restlichen 16 Lokomotiven kamen von Henschel als Baureihe 51.01. Außerdem wurden fünf Lokomotiven der Baureihe 41.0 und vier Garratt-Lokomotiven der Baureihe 86 bei Beyer-Peacock gekauft. Auch beim schwedischen Hersteller NOHAB wurden zwölf Dampflokomotiven der RAI-Klasse 42 bestellt. Weitere 10 Loks, die beim Bahnbau eingesetzt worden waren, wurden von Kampsax übernommen. Als Bauzuglokomotiven wurden 10 Exemplare der Fünfkupplertype der österreichischen Baureihe 80 erworben. Solange die Henry Ulen & Company  am Bau der südlichen Strecke beteiligt waren, wurden auch Lokomotiven US-amerikanischer Fertigung angeschafft, wie z. B. die Maschinen der SPSR-Klasse 300.
Die Ausbildung iranischer Eisenbahningenieure, die den Betrieb der Bahn nach der Eröffnung eigenständig übernahmen, erfolgte in der Reichsbahnzentralschule in Kirchmöser in der Mark Brandenburg.

### Rollmaterial

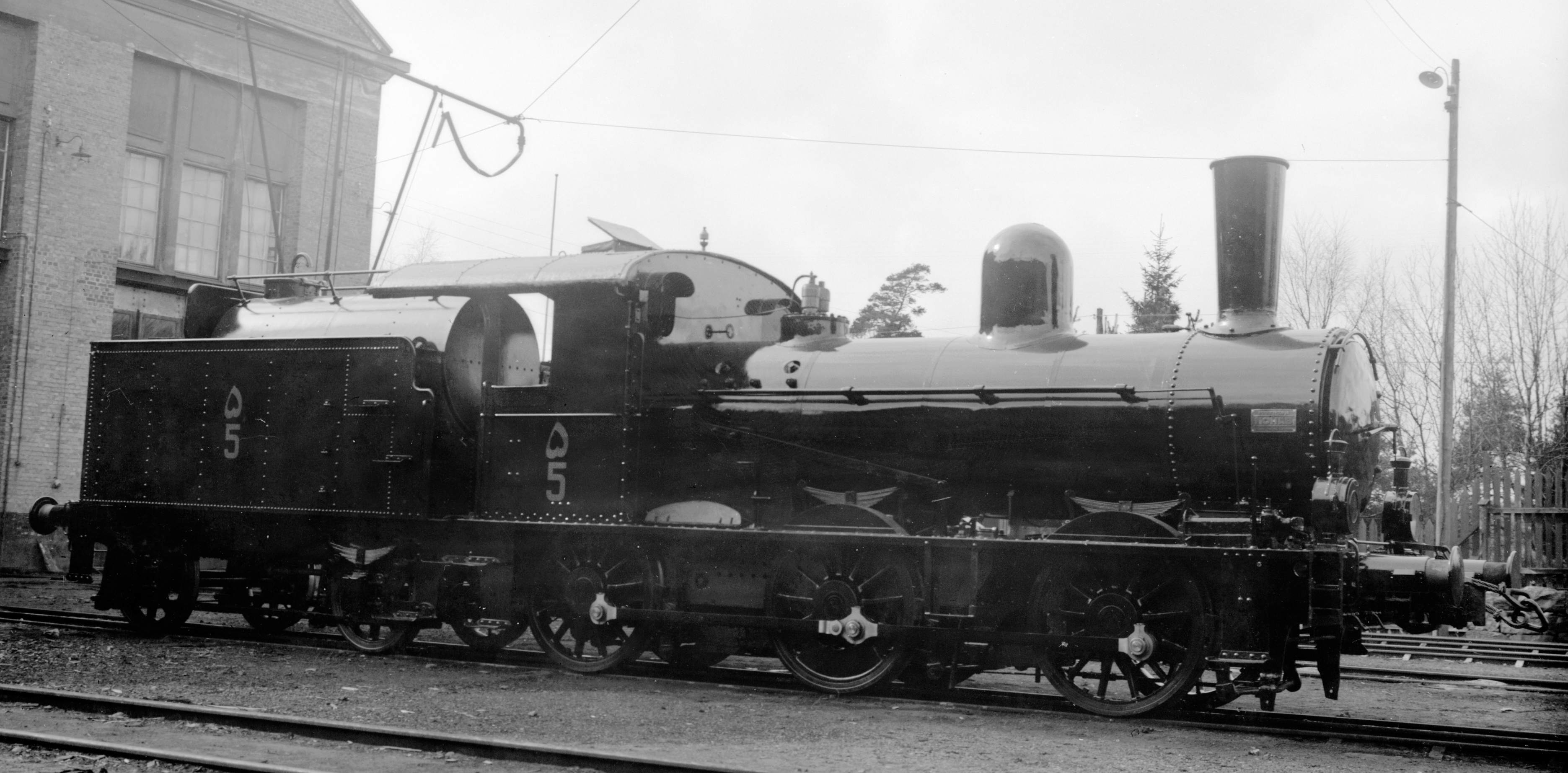
Eine 1933 von NOHAB an die SPSR gelieferte Lokomotive

1936 war die SPSR im Besitz von 12 Dampflokomotiven, 9 Personenwagen, 10 Dampftriebwagen und 343 Güterwagen. Weitere 6 Lokomotiven und 194 Güterwagen waren bestellt. Die NPSR verfügte damals über 9 Dampflokomotiven, 12 Personenwagen, 2 Gepäckwagen, sowie 243 Güterwagen. Weitere 11 Lokomotiven und 238 Güterwagen waren schon in Auftrag gegeben.

## Der Persische Korridor
Drei Jahre nach Inbetriebnahme der Bahn am 26. August 1938 wurde am 25. August 1941 das iranische Industrialisierungs- und Aufbauprogramm jäh beendet. Britische und sowjetische Truppen marschierten im Rahmen der anglo-sowjetischen Invasion des Iran in den Iran ein und beschlagnahmten die Transiranische Eisenbahn. Ziel der Besetzung war es, einen Transportkorridor vom persischen Golf zum Kaspischen Meer zu errichten, um die sowjetischen Truppen von dort mit Waffen und Ausrüstung beliefern zu können. Der Persische Korridor war geboren.
Anfang September 1941 hatte Premierminister Winston Churchill bei dem von US-Präsident Franklin D. Roosevelt nach Großbritannien entsandten ehemaligen Handelsminister Harry Hopkins angefragt, ob die Amerikaner unter dem am 11. März 1941 in Kraft getretenen Leih- und Pachtprogramm im Iran Lokomotiven und Güterwagen zum Transport militärischer Güter in die Sowjetunion bereitstellen könnten. Churchill schlug zudem eine aktive Beteiligung der Amerikaner am Ausbau der iranischen Eisenbahnlinien, Straßen und Häfen von Bandar-e Schapur (heute: Bandar-e Imam Chomeini) am Persischen Golf und Bandar-e Schah (heute: Bandar-e Torkaman) am Kaspischen Meer vor.
Roosevelt rief das Persian Gulf Command (P.G.C.) unter der Führung von Generalmajor Donald H. Conolly ins Leben. Es ersetzte 1942 die britischen Truppen, die dringend an anderen Kriegsschauplätzen benötigt wurden. Insgesamt waren 30.000 amerikanische Soldaten, Ingenieure und Spezialisten damit beschäftigt, die Waffenlieferungen an die Sowjetunion durch den persischen Korridor zu organisieren. Dazu gehörte der Betrieb des südlichen Abschnitts der Transiranischen Eisenbahn.

### Ausbau durch britische Truppen 1941
Britische Royal Engineers und sowjetische Eisenbahner übernahmen den Bahnbetrieb unmittelbar nach der Besetzung Teherans. Den Betrieb des südlichen Streckenabschnitts zwischen Teheran und dem am Persischen Golf gelegenen Bandar-e Schahpur übernahmen die Briten, die Strecke nördlich von Teheran bis Bandar-e Schah am Kaspischen Meer sowjetisches Militär. Die Royal Engineers bauten die Infrastruktur weiter aus und verlängerten die Strecke nach Chorramschahr am Schatt al-Arab.
Pro Tag konnte zunächst nur ein Güterzug mit 978 Tonnen verkehren. Im Depot von Ahvaz waren neun deutsche, zwei britische, zwei österreichische sowie weitere sieben kleinere Lokomotiven beheimatet. Insgesamt waren im Februar 1941 27 Dampflokomotiven einsatzbereit. Im Dezember 1941 lieferte Großbritannien einige Loks sowie 840 Güterwagen mit einem Fassungsvermögen von je 20 Tonnen. Die vorhandenen deutschen Loks wurden an die Sowjetunion abgegeben, um die Transportkapazität im Norden zu steigern. Von Februar bis August 1942 kamen 96 Diesellokomotiven und 19 weitere Dampflokomotiven hinzu. Im selben Jahr wurden zudem von den Davenport Locomotive Works 34 Diesellokomotiven geliefert, die der Iran noch vor dem Krieg in England bestellt hatte.

### Betrieb durch US-amerikanische und sowjetische Truppen 1942–1945

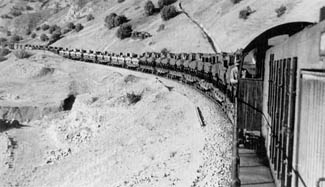
Ein Zug mit Nachschub für die sowjetische Armee

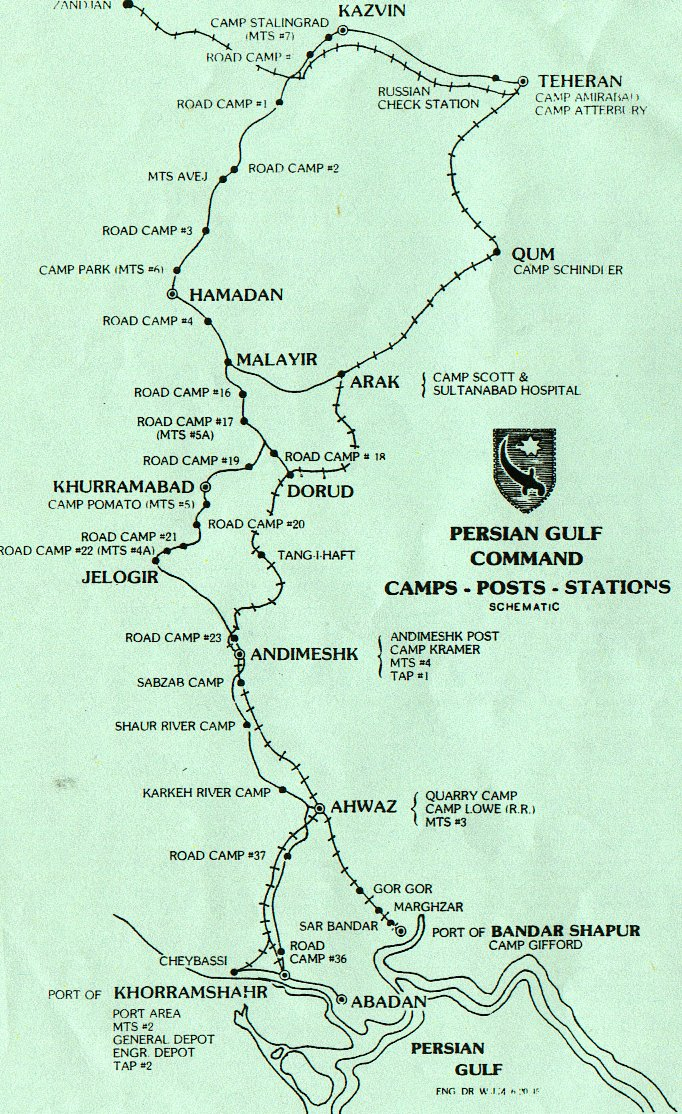
Camps, Posten und Bahnhöfe des Persian Gulf Commands

Im Dezember 1942 ersetzte das United States Army Transportation Corps (USATC) als Teil des Persian Gulf Commands die britischen Kräfte. Zuständig war dessen 3rd MRS (Military Railway Service). Der Betrieb der Bahn unter Kriegsbedingungen war zunächst mit erheblichen Schwierigkeiten verbunden. So weist die Strecke auf einem Abschnitt auf 266 km 144 Tunnel auf. Die Arbeitsbedingungen für die Lokführer waren durch Rauch und Abgase besonders schlecht. Hinzu kamen Probleme mit der Wasserversorgung für die Dampfloks sowie die harten klimatischen Bedingungen im Süden des Landes. Das USATC ersetzte die Dampfloks nach und nach durch Diesellokomotiven der Baureihe ALCO RSD-1.
Bis September 1943 steigerte sich die Transportkapazität dadurch auf 5.400 Tonnen pro Tag. Im Mai 1943 steigerten sich die amerikanischen Lieferungen auf über 100.000 Tonnen monatlich und betrugen damit mehr als das Zehnfache der britischen. Der persische Korridor war vor allem in den Jahren 1943 und 1944 zur Vorbereitung der Operation Bagration, der am 22. Juni 1944 begonnen großen Offensive der Roten Armee an der deutsch-sowjetischen Front, der ausschlaggebende Transportweg. Dabei wurden 241 Schiffsladungen mit insgesamt 1,6 Millionen Tonnen Material im Jahr 1943 und 240 Schiffsladungen mit 1,7 Millionen Tonnen im Jahr 1944 umgeschlagen. Von November 1941 bis Mai 1945 wurden insgesamt 646 Schiffsladungen mit 4,1 Millionen Tonnen für die UdSSR über die persischen Nachschubroute verfrachtet – fast 25 % des gesamten an die UdSSR gelieferten Materials. Durch die Möglichkeit, einen großen Teil der Transporte auf diese Route zu verlegen, verringerten sich die durch deutsche Streitkräfte verursachten Verluste von 15 % auf 2 %.
Für den Transport im Südiran waren im Endausbau 57 Dieselloks verfügbar. Für die Strecke von Andimeschk nach Teheran kamen 91 Loks und 3.000 Güterwagen zum Einsatz. Bis 1944 stieg die Transportkapazität auf etwa 6.500 Tonnen pro Tag.

## Nach dem Zweiten Weltkrieg

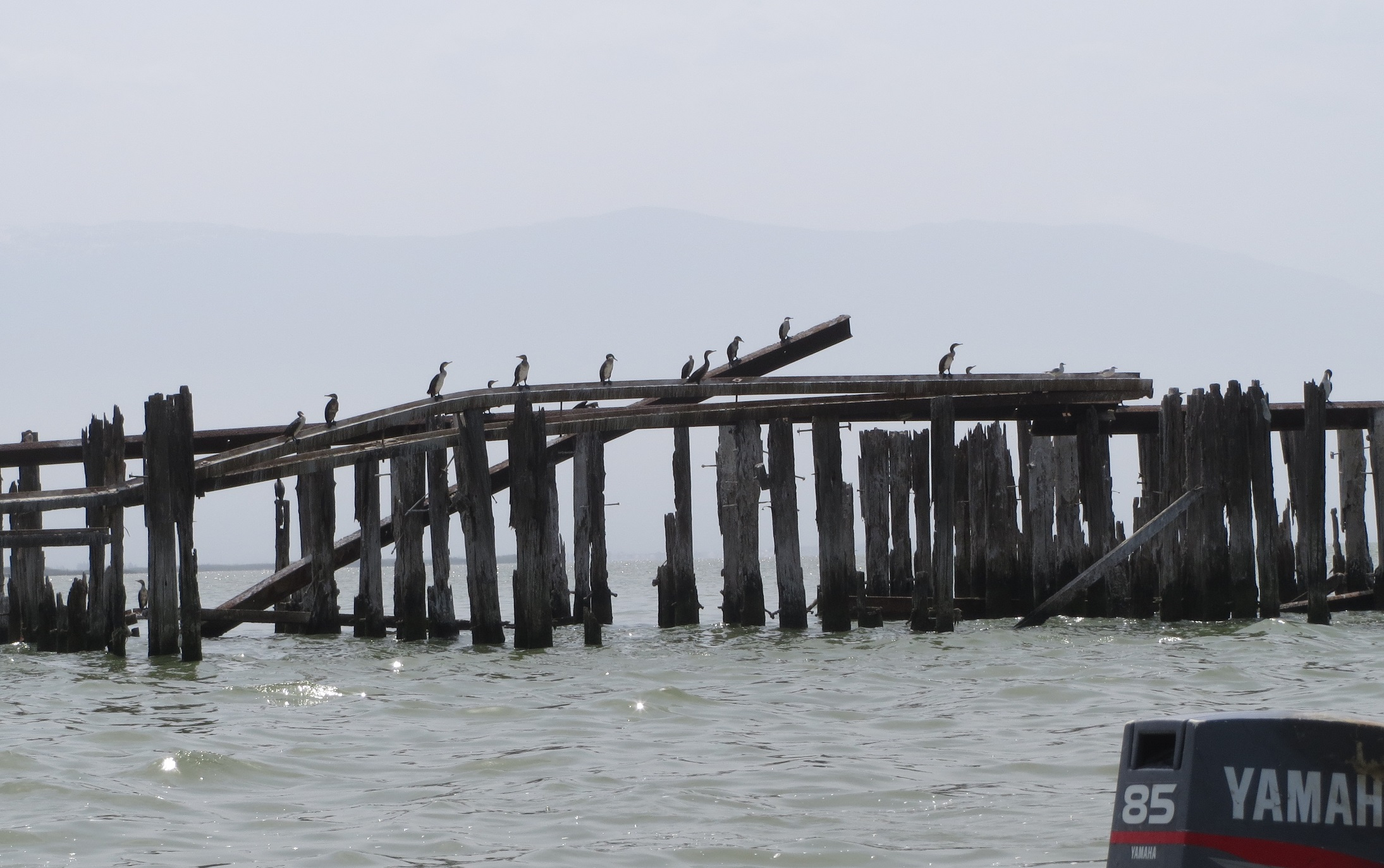
Reste der Verladebrücke aus dem Zweiten Weltkrieg in Bandar-e Torkaman

### Nach 1945
Im Mai 1945 wurden die amerikanischen Eisenbahner abgezogen und die Briten übernahmen für wenige Monate erneut den Bahnbetrieb, bis sie ihn an die Iraner zurückgaben. Nach dem Zweiten Weltkrieg kam der weitere Ausbau der iranischen Eisenbahn wegen fehlender finanzieller Mittel zunächst nur langsam in Gang. Für den Ausbau des iranischen Eisenbahnnetzes war die Transiranische Eisenbahn die Stammstrecke, von der die Ausbauten abzweigten. 
Die Strecke selbst wurde 1960 hinter dem bisherigen nördlichen Endbahnhof Bandar-e Torkaman um 36 km nach Gorgan verlängert.
Die Zweigstrecke von Ahwaz nach Chorramschahr wurde im Iranisch-Irakischen Krieg schwer beschädigt, so dass der Verkehr von 1980 bis 1988 ruhte.
2007 wurde ein Abkommen zwischen den drei benachbarten Staaten Kasachstan, Turkmenistan und Iran über den Bau einer die Länder verbindenden Eisenbahnstrecke geschlossen, 2009 mit deren Bau begonnen. Im Iran bildete sie die nördliche Verlängerung der Transiranischen Eisenbahn. Am 3. Dezember 2014 wurde diese Bahnstrecke Schangaösen–Bandar-e Torkaman bis an die Grenze von Turkmenistan und der grenzüberschreitende Verkehr nach dort eröffnet. Dabei fuhren die Präsidenten der drei Staaten in einem Salonwagen von Turkmenistan über die Grenze in den Iran.

### Weiterer Ausbau
Anlässlich des Staatsbesuchs des russischen Präsidenten Wladimir Wladimirowitsch Putin im Iran wurde am 23. November 2015 ein Vertrag unterzeichnet, der auch die Finanzierung der Elektrifizierung des nördlichsten Abschnitts der Transiranischen Eisenbahn von der turkmenischen Grenze bis Garmsar regelt. Russland stellt dafür einen Exportkredit zur Verfügung. Die Elektrifizierung erfolgt mit den im Iran üblichen 25 kV/50 Hz. Die zahlreichen Tunnel der Strecke müssen dafür aufgeweitet werden. Die Arbeiten wurden am 2. Juli 2018 offiziell begonnen und sollten 52 Monate in Anspruch nehmen. Die Arbeiten wurden durch RZD International begonnen. Am 2. April 2020 zog sich RZD International aus diesem Projekt – sowie allen anderen im Iran – zurück und schloss sein Büro in Teheran. Eine Erklärung dafür unterblieb. Presseberichten zufolge kann es mit den US-amerikanischen Sanktionen zusammen hängen oder wiederholten Konflikten mit der iranischen Seite über Kosten und Prioritäten im Projekt.

## Weltkulturerbe
Seit 2017 stand die Eisenbahn auf der Tentativliste der UNESCO zur Anerkennung als Weltkulturerbe. Die Aufnahme erfolgte am 25. Juli 2021.